# Collège des Jésuites anglais (Saint-Omer)
Ne pas confondre avec le Collège des Jésuites anglais (Liège).
Le collège des Jésuites anglais de Saint-Omer fondé à Saint-Omer, 49 rue Saint-Bertin, est une ancienne importante institution éducative des Jésuites anglais en exil dans les Pays-Bas méridionaux. Fondé en 1592, le collège recevait les enfants envoyés sur le continent par leur famille pour qu'ils reçoivent une éducation catholique. Pépinière de vocations sacerdotales et religieuses, il devint rapidement le centre de ralliement des catholiques anglais en exil.

## Historique

### Collège des Jésuites anglais
Depuis le traité de Senlis de 1493 conclu entre Charles VIII et Maximilien de Habsbourg, le comté d'Artois et Arras ont fait retour à Philippe le Beau qui est devenu roi d'Espagne en 1501.
Au milieu du XVIe siècle, la monarchie anglaise consomme sa rupture avec Rome. En 1585, par le Act against Jesuits, seminary priests etc, la reine Élisabeth Ire interdit de séjour dans son royaume tout prêtre catholique sous peine de haute trahison. Dès lors, l'exercice du culte catholique devient très difficile en Angleterre et plusieurs communautés religieuses s'implantent sur le continent. 
En 1593, Robert Persons, l'un des premiers missionnaires jésuites anglais, compagnon de saint Edmond Campion, fonde à Saint-Omer un collège pour garçons ne se destinant pas nécessairement au sacerdoce. Cette institution prend la succession d'un collège fondé dix ans plus tôt, à Eu, c'est-à-dire sur les terres du duc de Guise, fervent catholique. Persons sollicite cette fois l'aide de Philippe II d'Espagne qui dote la maison de 1 520 ducats à répartir sur seize élèves. Par lettres patentes du 6 mai 1594, il ajoute 10 000 ducats payables annuellement. Des bienfaiteurs particuliers aident à l'établissement du collège. La comtesse douairière de Rœux de Vellamonte donne son hôtel où les Jésuites anglais se sont installés. Le Père Hugh Walpole est chargé, en août 1593, d'aller demander au roi d'Espagne des lettres de confirmation des dons avec l'appui du Père Robert Persons. Le Père William Flock, ou Flaccus, est le premier recteur du collège. Le Père Nicholas Smith est chargé de la direction religieuse. Le Père Flock démissionne en 1594. Il est remplacé à la tête du collège-séminaire anglais par Jean Foucart, originaire de la Flandre wallonne, jusqu'en 1600. Son successeur, le Père Gilles Scondoncq, dirige le collège jusqu'en 1617 et lui donne sa forme définitive avec l'enseignement simultané du latin et du grec. Le cours de grammaire est suivi de ceux de poésie, de rhétorique et de philosophie. La qualité de l'enseignement lui vaut les félicitations du pape Paul V et attire plus de cent élèves. Ce succès nécessite l'agrandissement du collège avec l'achat d'une maison. Philippe II, avant de mourir, fait une donation de 2 000 ducats au collège.
La construction de l'église est commencée en 1604 et terminée en 1608. La cérémonie d'inauguration a lieu le 8 septembre 1610 sous la direction de Nicolas Mainfroy, abbé de Saint-Bertin. Les archiducs Albert d'Autriche et Isabelle d'Autriche, qui gouvernent les Pays-Bas espagnols, confirment par une ordonnance du 26 janvier 1608 les acquisitions du collège. Le 18 février 1608, l'abbaye de Watten est cédée aux Jésuites anglais. Philippe Dentiers est recteur du collège des Jésuites anglais entre 1617 et 1622. Son successeur, William Baldwin, ou Guillaume Bauduin, est un Jésuite anglais. Après Thomas Port, entre 1636 et 1646, Edward Courtenay, entre 1649 et 1649, la charge de recteur du collège est assurée par Henry More (1586-1661), de 1649 à 1652, puis de 1657 et 1660.
Par le traité de Nimègue, la ville de Saint-Omer redevient française. Louis XIV accorde les mêmes privilèges au collège que les rois d'Espagne. Titus Oates a séjourné au collège entre le 10 décembre 1677 et le 23 juin 1678, pendant le rectorat de Richard Ashby.
Le 23 décembre 1684, un incendie détruit le collège, à l'exclusion de l'église. Le recteur John Warner entreprend la reconstruction de l'église. La première pierre du nouveau collège est posée le 6 avril 1685 par l'évêque de Saint-Omer, Louis-Alphonse de Valbelle, et Benoît de Béthune des Plancques, abbé de Saint-Bertin. La reconstruction est terminée trois ans plus tard. Le Père John Warner a quitté la direction du collège en 1686 pour devenir confesseur du roi Jacques II. Après avoir quitté l'Angleterre, le roi Jacques II passe par le collège anglais avec sa suite composée de nobles irlandais.
Pendant le rectorat de Richard Plowen, un incendie se produit dans une salle d'études le jeudi 4 octobre 1726. L'incendie se communique au grand carré nouvellement construit et qui est entièrement consumé. Seules l'église et l'infirmerie sont épargnées. La reconstruction est entreprise rapidement. Dès le 4 mai 1727, le Père Plowen a écrit qu'il a pu dîner dans le nouveau réfectoire. Les travaux sont terminés en mai 1728. Pierre-Antoine de La Place est pensionnaire au collège des Jésuites anglais entre 1714 et 1724, ce qui lui permet de maîtriser la langue anglaise.

### Collège royal
Sous le rectorat de Francis Scarisbrick, le roi accorde des lettres patentes, en avril 1760, autorisant l'établissement d'une école pour jeunes enfants venus d'Angleterre et accorde au pensionnat le titre de Collège royal, ce qui n'est pas le cas du collège des Jésuites wallons.
Tous les Jésuites sont bannis de France par un arrêt du parlement de Paris rendu le 6 août 1762, confirmé par la déclaration du 26 septembre 1764. L'arrêt est exécuté malgré une décision du Conseil d'Artois du 21 août 1762 qui défendait d'appliquer la décision du parlement à l'égard des Jésuites anglais de Saint-Omer et un acte de notoriété favorable accordé par le Magistrat de cette ville. Le collège lui-même n'est pas fermé grâce à la faveur du roi. Sa direction passe entre les mains du clergé séculier anglais. Un arrêt du parlement pris le 7 septembre 1762 confie la direction du collège à Thomas Talbot, du clergé séculier, et pendant son absence à Henry Tichborne-Blount, prêtre du Collège anglais de Douai. 
Les Jésuites anglais quittent alors le collège pour s'installer d'abord à Bruges, jusqu'en 1773, puis au collège de Liège jusqu'en 1794, avant de créer le collège de Stonyhurst, en Angleterre.
Alban Butler est le 38e recteur du collège anglais de Saint-Omer, de 1763 à 1773. Il est aussi vicaire général de l'évêque de Saint-Omer. Il remplit la même fonction auprès des évêques d'Arras, de Boulogne, d'Ypres, de Dibra et de Philoménie. Il est mort à Saint-Omer le 15 mai 1773 et a été inhumé dans la chapelle du collège anglais. Son successeur a été M. de Wilkinson jusqu'en 1785, puis Gregory Stapleton, 40e recteur du collège, jusqu'en 1793. Daniel O'Connell a été un élève du collège.

### Hôpital militaire pendant la Révolution
Le pouvoir révolutionnaire français, en la personne du conventionnel Jacques-Nicolas Billaud-Varenne, fait fermer le collège le 1er août 1793. Le 9 février 1795, les élèves qui étaient encore à Saint-Omer sont autorisés à retourner dans leur pays.
Le 3 mai 1796, les bâtiments du collège deviennent l'Hospice de l'Humanité. Le 11 mars 1799, ils sont mis à la disposition de l'administration des poudres et salpêtres. Un arrêté du 13 août autorise la démolition de la chapelle du collège. La cloche est envoyée à l'atelier monétaire de Lille le 5 octobre. En 1803, les bâtiments sont un hôpital militaire.
La partie du collège non occupée par l'hôpital militaire est cédée à la ville par décret du 23 avril 1810. Un autre décret du 27 décembre 1812 destine les bâtiments du collège à l'usage de la maison de justice criminelle. Les travaux sont presque terminés à l'époque de la Restauration.
Une ordonnance royale du 25 janvier 1816 maintient en qualité d'administrateurs du collège anglais l'abbé François Tuile, Jean Yates et Thomas Clerghorn. Le 9 avril, ils réclament la propriété du collège. Le 12 juillet 1826, un incendie se déclare et dévore un côté entier du bâtiment.
Une ordonnance du 13 mars 1834 le déclare d'utilité publique pour le service militaire. En juin 1838, un acte de vente de l'ancien collège anglais est conclu entre les administrateurs des fondations anglaises en France et le préfet du Pas-de-Calais. Le 30 août 1842, l'État devient propriétaire des bâtiments du collège.

### Annexion par le lycée Alexandre-Ribot en 1945
Un collège communal est établi dans l'ancien collège wallon qui devient lycée en 1848. Ce n'est qu'en 1945 que l'ancien collège des Jésuites anglais, devenu l'hôpital militaire Coste, est intégré au lycée Alexandre-Ribot.

## Personnalités ayant étudié au collège anglais
- Henry More SJ, étudiant de 1597 à 1603, Recteur à partir de 1649
- Edward Petre SJ (1693–1697)
- Christopher Maire (1697-1767)
- Percy Plowden (en) SJ (1739–1742)
- Nathaniel Elliott SJ (1748–1752)
- Daniel Carroll
- John Carroll
- Joseph Simons
- Charles Gildon
- William Habington (en)
- James Alban Gibbes
- William Lacy (en)
- Simon Fraser (11e lord Lovat)[4]
- Daniel O'Connell
- Philip Evans

## Dans la littérature
- Dans la pièce L'Écossaise (1760) Voltaire fait dire à Lady Alton (Acte II, scène III): «Tu me parais subtil. Il me semble que tu ais étudié à Saint-Omer » (c.à.d.: au collège anglais de Saint-Omer).

## Protection
Les façades sur rue et sur cour ainsi que les toitures de l'aile du bâtiment en bordure de la rue Saint-Bertin ont été classées au titre des monuments historiques le 13 août 1930.